# Kannada
Kannada eller kanaresiska är ett dravidiskt språk med 35 327 600 talare, varav majoriteten (35,3 miljoner, 1997) i Indien. Det talas i delstaterna Karnataka, Andhra Pradesh, Tamil Nadu och Maharashtra. Det finns också talare i Kanada och USA. I USA finns det ungefär 48 000 talare. Kannada har ordföljden subjekt–objekt–verb.
Kannada anses vara ett livskraftigt språk och det delas i tre huvuddialekter.

## Fonologi

### Konsonanter
|             |             | Bilabial | Labiodental | Apikodental | Alveolar | Retroflex | Palatoalveolar | Velar    | Glottal |
| ----------- | ----------- | -------- | ----------- | ----------- | -------- | --------- | -------------- | -------- | ------- |
| Klusil      | Oaspirerad  | p \| b   |             | ṱ \| ḓ      |          | ʈ \| ɖ    |                | k \| g   |         |
| Klusil      | Aspirerad   | pʰ \| bʰ |             | ḓʰ          |          | ʈʰ \| ɖʰ  |                | kʰ \| gʰ |         |
| Frikativ    | Frikativ    |          | f           |             | s \| (z) | ʂ         | ʃ              |          | h       |
| Affrikat    | Affrikat    |          |             |             |          |           | tʃ \| dʒ       |          |         |
| Nasal       | Nasal       | m        |             | ṋ           |          | ɳ         | ɲ              | ŋ        |         |
| Tremulant   | Tremulant   |          |             |             | r        |           |                |          |         |
| Lateral     | Lateral     |          |             | ḽ           |          | l         |                |          |         |
| Approximant | Approximant |          | ʋ           |             |          |           | j              |          |         |

Källa:

### Vokaler
|              | Främre | Central | Bakre |
| ------------ | ------ | ------- | ----- |
| Sluten       | i      |         | u     |
| Mellansluten | e      |         | o     |
| Mellanvokal  |        | ə       |       |
| Mellanöppen  | ɛ      |         | ɔ     |
| Öppen        |        | a       |       |

Alla vokaler förutom [ə] kan realiseras som både korta och långa.  
Källa: